# Franz Cremer
Franz Gerhard Cremer (* 24. März 1845 in Düsseldorf; † 8. Dezember 1908 ebenda) war ein deutscher Historienmaler der nazarenischen Strömung der Düsseldorfer Schule. Auch als Restaurator sowie als Autor von kunsthistorischen und maltechnischen Schriften trat er in Erscheinung.

## Leben
Cremer, Sohn des vermögenden Düsseldorfer Kaufmanns, Seifenfabrikanten und Hüttenaktionärs Engelbert Cremer, wuchs in Düsseldorf auf und studierte in den Jahren 1863 bis 1869 an der Kunstakademie Düsseldorf Malerei und Kunstgeschichte. Dort waren Andreas und Karl Müller, Julius Roeting, Rudolf Wiegmann und Josef Kohlschein seine Lehrer. 1869 gehörte Cremer zu den Unterzeichnern eines in der Presse veröffentlichten Schreibens an das Berliner Kultusministerium, worin 38 Akademieschüler gegen die Ernennung von Hermann Wislicenus zum Professor für Historienmalerei protestierten. Später schloss er sich Wilhelm Sohn an. Anfang 1884 trat Cremer dem Historischen Verein für den Niederrhein bei. Am 6. Mai 1884 heiratete er in Köln, wo er seinerzeit als Historienmaler lebte, Walburga Kallen (1855–1925). Das Paar hatte zehn Kinder, fünf Töchter und fünf Söhne. Die Tochter Adelgundis (1885–1914) heiratete am 5. Februar 1907 den Neusser Unternehmer und Bankier Peter Wilhelm Werhahn, der nach ihrem Tod am 20. November 1917 ihre Schwester Magdalene (1896–1991) heiratete. Spätestens 1889 wohnte Cremer wieder in Düsseldorf, im Haus Ritterstraße Nr. 2, welches sich mit Nr. 4 und Nr. 6 im Besitz der Familie befand. Franz Cremers Großvater Peter hatte im Jahre 1811 die Gebäude erstanden, in welchen Cremers Vater eine Kerzenfabrik errichtete.
Als Restaurator wirkte er 1883 für die Duisburger Salvatorkirche, wo er übertünchte Wand- und Deckenmalereien wiederherstellte.  Schriften zur Geschichte der Fresko- und Ölmalerei veröffentlichte er in den Jahren 1891 bis 1902. Für die von Alexander Schnütgen herausgegebene Zeitschrift für christliche Kunst schrieb Cremer ab 1904 einige Beiträge. Im Vorstand dieser Zeitschrift fungierte er mehrere Jahre als Schriftführer.

## Schriften
- Einige Worte zur inneren Ausschmückung und Instandsetzung der St. Lambertus-Pfarrkirche zu Düsseldorf, Manuskript, Druck Düsseldorfer Volksblatt, Düsseldorf 1889 (Digitalisat).
- Beitrag zur Geschichte der Maltechniken. Vollständige Anleitung zur Fresco-Malerei unter eingehender Besprechung der Malweise und der bei dieser Technik in Betracht kommenden Materialien. Voss, Düsseldorf 1891.
- Studien zur Geschichte der Oelfarbentechnik. Voss, Düsseldorf 1895.
- Beiträge zur Technik der Monumentalmalverfahren. Voss, Düsseldorf 1895.
- Zur Ölmaltechnik der Alten. Weitere Untersuchungen über den Beginn der Ölmalerei. Voss, Düsseldorf 1902.
- Zur Darstellung des Nackten in der bildenden Kunst und die Modellfrage. In: Zeitschrift für christliche Kunst. 1904, Heft 2, S. 49–58 (Digitalisat), Heft 3, S. 81–90 (Digitalisat), Heft 4, S. 109–116 (Digitalisat), Heft 6, S. 165–174 (Digitalisat)
- Ein Rückblick auf die „moderne Kunst“ in der internationalen Kunstausstellung zu Düsseldorf 1904. In: Zeitschrift für christliche Kunst. 1904, Heft 12, S. 365–374 (Digitalisat), 1905, Heft 1, S. 23–30 (Digitalisat), Heft 2, S. 47–58 (Digitalisat), Heft 3, S. 81–94 (Digitalisat), Heft 7, S. 205–216 (Digitalisat)
- Unsere Künstler und das öffentliche Leben. In: Zeitschrift für christliche Kunst. 1906, Heft 5, S. 153–160 (Digitalisat), Heft 7, S. 203–212 (Digitalisat), Heft 8, S. 247–252 (Digitalisat), Heft 9, S. 275–282 (Digitalisat), Heft 10, S. 305–312 (Digitalisat), Heft 12, S. 363–368 (Digitalisat).
- Erwägungen bei Betrachtung der „Deutsch-nationalen Kunstausstellung zu Düsseldorf“. Ein Beitrag zur staatlichen „Haushaltungskunst“. In: Zeitschrift für christliche Kunst. 1907, Heft 4, S. 113–126 (Digitalisat).
- Künstler und Werkstatt. Voss, Düsseldorf 1913.
- Kunst-Erziehung und Ueberlieferung. Drei nachgelassene Aufsätze. Voß, Düsseldorf 1918.